# لي لي (لاعب كرة قدم صيني)
لي لي (25 يوليو 1995 في الصين - ) هو لاعب كرة قدم صيني في مركز الدفاع.

## وصلات خارجية
- لي لي (لاعب كرة قدم صيني) على موقع قاعدة بيانات كرة القدم.إي يو (الإنجليزية)